# Rubus hexagynus
Rubus hexagynus är en rosväxtart som beskrevs av William Roxburgh. Rubus hexagynus ingår i släktet rubusar, och familjen rosväxter. Inga underarter finns listade i Catalogue of Life.